# Pidhattea, Manevîci
Pidhattea (în ucraineană Підгаття) este un sat în comuna Țminî din raionul Manevîci, regiunea Volînia, Ucraina.

## Demografie
Componența lingvistică a localității Pidhattea
     Ucraineană (100%)
Conform recensământului din 2001, toată populația localității Pidhattea era vorbitoare de ucraineană (100%).